# GiFT
giFT — свободный кроссплатформенный модульный демон для работы с файлообменными сетями. Проект giFT включает в себя несколько компонентов: демон giFT, плагины для различных P2P сетей, интерфейс пользователя. Написан на языке Си.
Название giFT — рекурсивная аббревиатура, означающая «giFT: Internet File Transfer». Началом проекта можно считать дату регистрации его на сайте sourceforge.net — 29 августа 2001 года.
В России демон giFT не популярен из-за отсутствия поддержки юникода.
На основе giFT построен мультисетевой P2P-клиент KCeasy для Windows.